# Sonja Kristina

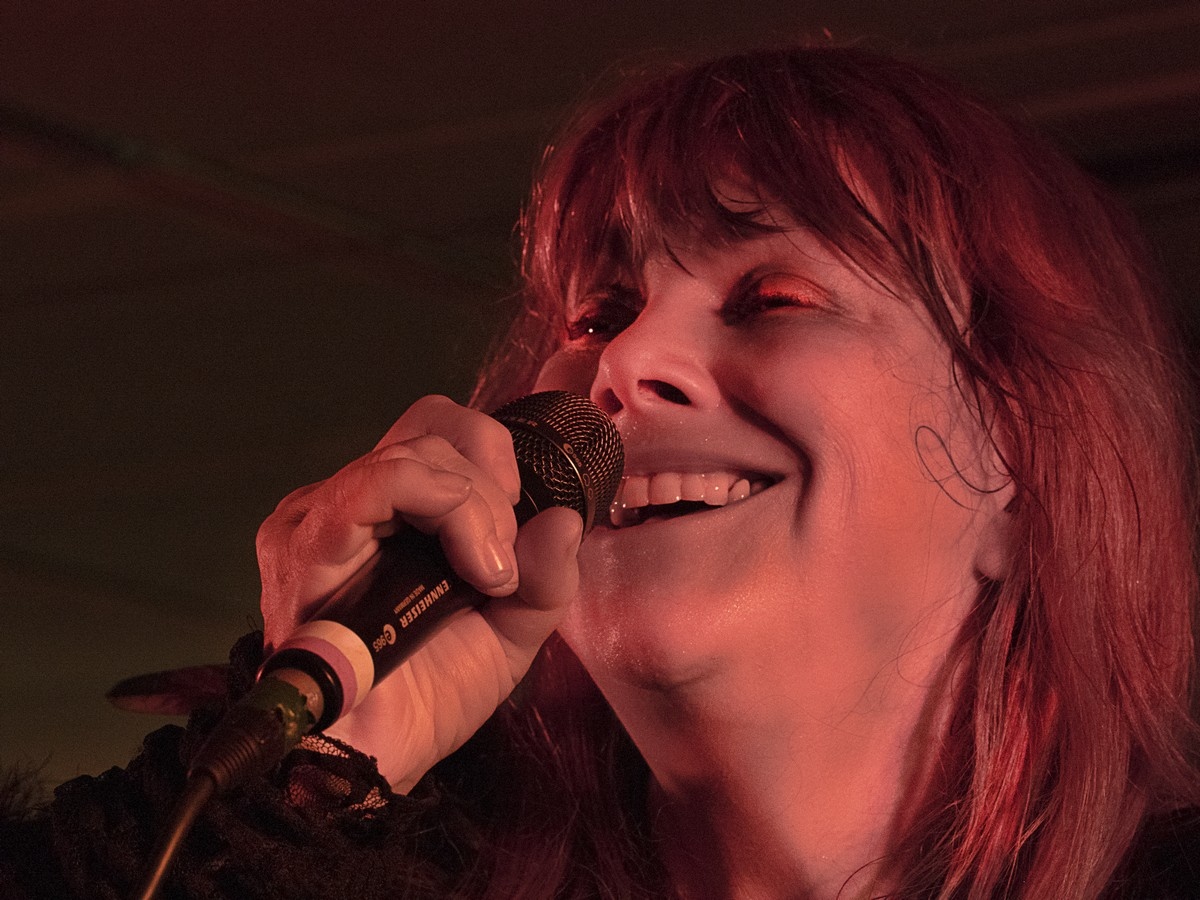
Sonja Kristina, 2015

Sonja Kristina, 1970

Sonja Kristina (* 14. April 1949, als Sonia Christina Shaw, in Brentwood, Vereinigtes Königreich) ist eine englische Musikerin. Sie ist Sängerin der Rockband Curved Air. Sie war von 1980 bis 1991 mit dem Police-Musiker Stewart Copeland verheiratet, mit dem sie zwei Söhne hat.

## Leben
Kristina wurde in Brentwood als Sonia Christina Shaw geboren. Ihr Vater war Kriminologe und ihre Großmutter war die schwedische Schauspielerin Gerda Lundequist.
Im Alter von dreizehn Jahren stand Kristina erstmals auf der Bühne des Swan Folk Club in Romford. Ihren ersten professionellen Auftritt hatte sie etwa ein Jahr später bei einem Folk-Festival in Southgate, London. 1968, während ihres Studiums am New College of Speech and Drama, half Kristina bei der Leitung der Mittwochabendveranstaltungen im Londoner Troubadour Folk Club, wo sie ebenfalls auftrat. In der Folkszene war sie allgemein als Sonja bekannt, nachdem sie zuvor mehrmals unter diesem Namen in der britischen Kinderfernsehsendung Song and Story aufgetreten war. Ihr erster Manager war Roy Guest von Folk Directions.
1968 sprach Kristina für die Rolle der Crissy in der Londoner Bühnenproduktion des Musicals Hair vor und gewann sie auch. Auf dem Original-Cast-Album singt sie den Song Frank Mills, der auch als Single veröffentlicht wurde. Nach dem Weggang von Sandy Denny sang sie auch kurz bei den Strawbs.

### Curved Air
Am 1. Januar 1970 erhielt die Kristina die Einladung, Mitglied von Curved Air zu werden, als sie hinter der Bühne auf einer Treppe saß und sich eine Kassette mit Musik der Band anhörte. Curved Air hatten im Laufe ihrer neun Alben von 1970 bis 1976 und 1990 wechselnde Besetzungen, wobei Kristina das einzige konstante Element war. Sie war mit dem Curved-Air-Schlagzeuger Stewart Copeland liiert, mit dem sie von 1982 bis 1991 verheiratet war.
Nach dem vorläufigen Ende von Curved Air kehrte sie zum Hair-Musical zurück und trat als Solomusikerin auf, unter anderem als Teil der Acid-Folk-Bewegung in London in den frühen 1990er Jahren. 1991 veröffentlichte sie ihr von der Kritik gefeiertes Album Songs from the Acid Folk und beteiligte sich am Multi-Media-Duo MASK zusammen mit dem britischen Komponisten, Cellisten und Violinisten Marvin Ayres.
2008 reformierten sich Curved Air mit einigen ursprünglichen Mitgliedern, darunter Darryl Way und Florian Pilkington-Miksa und später Kirby Gregory. Die Band nimmt seither weiterhin Platten auf und tritt international auf.

### Theaterproduktionen
Seit den frühen 1960er Jahren hat Kristina, neben dem Hair-Musical in London, in zahlreichen Theater- und Musiktheaterproduktionen mitgewirkt, darunter East Lynne (1966), eine Hauptrolle in Romeo und Julia, The French Have a Song For It (1979) mit Helen Shapiro, Man to Woman mit Marsha Hunt (1982), und Shona.

## Diskografie

### Alben mit „Curved Air“
- Air Conditioning (1970)
- Second Album (1971)
- Phantasmagoria (1972)
- Air Cut (1973)
- Live (1975)
- Midnight Wire (1975)
- Airborne (1976)
- Lovechild (aufgenommen 1973, veröffentlicht 1990)
- Live at the BBC (1995)
- Alive, 1990 (2000)
- Masters from the Vaults
- Reborn (2008)

### Soloalben
- Sonja Kristina (1980)
- Songs from the Acid Folk (1991)
- Harmonics of Love (1995)
- Cri De Coeur (2003)

## Auszeichnungen
1971 erhielt Kristina den Top Female Vocalist Award des Sounds Magazin und 2014 den Guiding Light Award der Progressive Music Awards. Überreicht wurde der Preis von der Fernsehmoderatorin und langjährigen Curved-Air-Fan Katie Puckrik, die damit auch schon andere Künstlerinnen wie Kate Bush, Heather Findlay, Anne-Marie Helder geehrt hatte.